# Lijst van spelers van LASK Linz
Deze lijst omvat voetballers die bij de Oostenrijkse voetbalclub LASK Linz spelen of gespeeld hebben. De spelers zijn alfabetisch gerangschikt.

## A
- Adi
- Skelley Adu Tutu
- Vidas Alunderis
- Charles Amoah
- Cem Atan
- Michael Auer
- René Aufhauser
- Brendan Augustine

## B
- Cheikh Ba
- Andre Babiuk
- Shawn Maurice Barry
- Slobodan Batricevic
- Ernst Baumeister
- Michael Baur
- Dietmar Berchtold
- Hans-Peter Berger
- Valon Berisha
- Thomas Bernscherer
- Paul Bichelhuber
- Torgeir Bjarmann
- Josef Bläser
- Jerome Boateng
- Vlado Bosnijak
- Amir Bradaric
- Georg Braun
- Ewald Brenner
- Jerzy Brzęczek
- Wolfgang Bubenik
- Ante Budimir
- Haris Bukva
- Paweł Buśkiewicz

## C
- Silvije Cavlina
- Aleš Čeh
- Salmin Cehajic
- Pablo Chinchilla
- Sung-Yong Choi
- Mladen Colic
- Didi Constantini

## D
- Eugène Dadi
- Patrick Derdak
- Willi Dibold
- Klaus Dietrich
- Jean Dika-Dika
- Matthias Dollinger
- Dragoslav Dubajić
- Klodian Duro
- Ivica Duspara

## E
- Gerhard Ecker
- Helmut Edelmeier
- Anton Ehmann
- Markus Enzenebner
- Josef Epp
- Doğan Erdoğan

## F
- Jochen Fallmann
- Josef Feichtinger
- Wolfgang Feiersinger
- Gerhard Fellner
- Benjamin Freudenthaler
- Geir Frigård

## G
- Florian Gahleitner
- Gerald Gansterer
- Oliver Glasner
- Herbert Grassler
- Thomas Gröbl
- Dietmar Grüneis
- Garðar Gunnlaugsson
- Rudolf Gussnig

## H
- Max Hagmayr
- Anton Haiden
- Matthias Hamann
- Ali Hamdemir
- Wilhelm Harreither
- Florian Hart
- Dominic Hassler
- Raimund Hedl
- Oliver Hinterreiter
- Lukas Hintersteiner
- Walter Hochmaier
- Karl Höfer
- Niklas Hoheneder
- Markus Holemar
- Thomas Höltschl
- Lorenz Hörbath
- Michal Hornak
- Almedin Hota
- Ihar Hurinovitsj

## I
- Besian Idrizaj
- Akif Imamovic
- Iordan Iordanov
- Karl Irndorfer
- Martin Ivos

## J
- Mamia Jikia
- Hannes Jochum
- August Jordan
- Rasmus Jörgensen
- Mersudin Jukić

## K
- Davorin Kablar
- Sokol Kacani
- Tolunay Kafkas
- Volkan Kahraman
- Chul Kang
- Goran Kartalija
- Leonhard Kaufmann
- Jürgen Kauz
- Adam Kensy
- Enrico Kern
- Markus Kiesenebner
- Bernhard Kirchschläger
- Helmut Kitzmüller
- Wolfgang Klapf
- Florian Klein
- Wolfgang Knaller
- Christoph Kobleder
- Tomica Kocijan
- Helmut Köglberger
- Daniel Kogler
- Hans Kogler
- Walter Kogler
- Mario Konrad
- Nikola Kovacevic
- Paul Kozlicek
- Lukas Kragl
- Thomas Krammer
- Mario Krassnitzer
- Eddie Krieger
- Bartolomej Kuru

## L
- Thomas Laimer
- Sascha Laschet
- Michael Lebersorg
- Oliver Lederer
- Armin Leitner
- Christoph Lichtenwagner
- Barnabas Liebhaber
- Klaus Lindenberger
- Manfred Linzmaier
- Luka Lipošinović
- Rubén López
- Helmut Lorenz
- Ivica Lucic
- Petr Lukáš

## M
- Jürgen Macho
- Florian Maier
- Justice Majabvi
- Tadeusz Malnowicz
- Thomas Mandl
- Georg Margreitter
- Christian Mayrleb
- Michael Mehlem
- Almir Memic
- Sasha Metlitskiy
- Florian Metz
- Robert Micheu
- Mario Mijatovic
- Željko Milinovič
- Auron Miloti
- Rainer Moosbauer
- Mario Mühlbauer
- Bernhard Muhr

## N
- Rudolf Nafziger
- Mathias Nagel
- Stefan Nestl
- Daniel Neuhold
- Sladjan Nikolic
- Ken Noel
- Milivoje Novakovič

## O
- Heinz Oberparleiter
- Ernst Öbster
- Andreas Ogris
- Pascal Ortner
- Milan Osterc

## P
- Peter Pacult
- Olexandr Palianytsia
- Jürgen Panis
- Željko Pavlović
- Peter Pawlowski
- Kjetil Pedersen
- Pavao Pervan
- Sascha Pichler
- Jürgen Pichorner
- Thomas Piermayr
- Gerald Piesinger
- Simon Piesinger
- Christopher Pinter
- Markus Pistrol
- Christoph Planötscher
- Ihsan Poyraz
- Thomas Prager
- Mark Prettenthaler
- Christian Prinz
- Martin Puza

## R
- Dieter Ramusch
- Siegfried Rasswalder
- Rainer Rauffmann
- Peter Riedl
- Helmut Riegler
- Vidar Riseth
- Matias Rodriguez
- Klaus Rohseano
- Manfred Rosenegger
- Manfred Rothbauer
- Juan Ramón Ruano
- Harald Ruckendorfer
- Kurt Russ

## S
- Herfried Sabitzer
- Klaus Salmutter
- Souleyman Sané
- Yüksel Sariyar
- Andreas Saurer
- Christoph Saurer
- Markus Scharrer
- Robert Schellander
- Josef Schicklgruber
- Andreas Schiener
- Manfred Schmid
- Peter Schmidt
- Emanuel Schreiner
- Petar Škuletić
- Daniel Sobkova
- Ralph Spirk
- Oliver Stadlbauer
- August Starek
- Andreas Steininger
- Mario Stieglmair
- Peter Stöger
- Hannes Stromberger
- Stephan Stückler
- Augustin Studeny
- Christian Stumpf
- Emin Sulimani

## T
- Rune Tangen
- Alfred Teinitzer
- Aridane Tenesor
- Mariano Torres
- Hai Ngoc Tran
- Gernot Trauner
- Heribert Trübrig

## U
- Sašo Udovič
- Manfred Unger
- Wolfgang Untersteiner

## V
- Ivica Vastić
- Uros Veselic
- Franz Viehböck
- Marco Vujic

## W
- Herwig Walker
- Roman Wallner
- Markus Weissenberger
- Philip Weissenberger
- Thomas Weissenberger
- Richard Wemmer
- Wendel Raul Gonçalves Gomes
- Christoph Westerthaler
- Gerhard Wiesinger
- David Wimleitner
- Michael Wimmer
- Wolfgang Wimmer
- Thomas Winkler
- Ulrich Winkler
- Tomasz Wisio
- Yohannes Woldeab
- Daniel Wolf
- Martin Wolfinger

## Y
- Demir Yalcin

## Z
- Michael Zaglmair
- Sandro Zakany
- Alexander Zickler
- Christoph Zwölfer